# Liste der Bodendenkmäler in Bad Sassendorf
- Karte mit allen verlinkten Seiten:
- OSM |
- WikiMap

Die Liste der Bodendenkmale in Bad Sassendorf enthält die Bodendenkmale der Großgemeinde Bad Sassendorf im Kreis Soest in Nordrhein-Westfalen. (Stand: 2020)
| Nr.  | Bezeichnung                                             | Lage                                                                                 | Eingetragen seit | Beschreibung | Bild                                 |
| ---- | ------------------------------------------------------- | ------------------------------------------------------------------------------------ | ---------------- | --- | ------------------------------------ |
| BD 1 | Gräfte und Innenbereich des Schlosses                   | Bad Sassendorf Garten Haus Sassendorf, ehemaliger Schlossgraben Standort             | 12.08.1985       | Der Schlossteich am Haus Sassendorf zeigt den ehemaligen Standort des Herrenhauses. Im Siebenjährigen Krieg wurde das Gebäude zerstört. Das heutige Barockgebäude wurde 1785 errichtet. |                                      |
| BD 2 | Teilstück einer Landwehr im Südosten von Bad Sassendorf | Beusingsen Hackeloh, In der Lanner / Kiepenkerlweg Standort                          | 30.06.1988       | Landwehren wurden in den Fehden des 14. und 15. Jahrhunderts mehr oder weniger wirksam zur Feindabwehr errichtet. Die Landwehr bei Hackeloh ist Teil einer ehemaligen Verteidigungsanlage an der Grenze zwischen dem protestantischen Soest und dem katholischen kurkölnischen Herzogtum Westfalen südlich des Haarstrangs. |                                      |
| BD 3 | Hellwegtrasse (Alter Hellweg)                           | Lohne Hellweg (Trampelpfad zwischen Bad Sassendorf und Lohne) Standort               | 12.06.1989       | Der Hohlweg ist ein sichtbares Reststück des Hellwegs. | BD 3 - Hellwegtrasse (Alter Hellweg) |
| BD 4 | Gräftenring auf Haus Ahse                               | Weslarn Haus Ahse bei Weslarn (Brockhauser Straße / Am Rott) Standort                | 05.06.1991       | Haus Ahse war ein ehemaliger Meierhof des Stifts Cappel an der Ahse. Die Hofstelle ist seit Ende des 15. Jahrhunderts nachweisbar. 1627 erwarb der Patrizier Albert von Bockum-Dolffs, Bürgermeister zu Soest, den Hof. 1756 verlieh der Preußische König Friedrich der II. dem Gut die Rechte eines Rittersitzes. Früher war Haus Ahse von einem Gräftering umgeben, der heute teilweise verlandet ist. Bis auf eine alte Fachwerkscheune aus dem 18. Jahrhundert ist heute keines der ursprünglichen Gebäude des ehemaligen Ritterguts mehr erhalten. Das baufällige Herrenhaus wurde 1967 abgerissen und an seiner Stelle ein Bungalow errichtet. Das zum Gut gehörende Schweizerhaus und die Feldscheune sind abgebrannt. Heute befinden sich das ehemalige Rittergut und die dazu gehörenden Wald- und Wiesenflächen in Privateigentum. |                                      |
| BD 5 | Urnenfriedhof auf der Opmünder Höhe                     | Lohne / Lohner Klei (Acker zwischen Rennweg / Neuer Weg 9–11, südlich L856) Standort | 20.08.1992       | Urnenfriedhof aus der Eisenzeit. |                                      |
| BD 6 | Siedlung aus der römischen Kaiserzeit                   | Heppen (Acker Soester Straße / Schleddestraße) Standort                              | 20.08.1992       | Bei Ausgrabungen in den 1920er und 1950er Jahren fand man dort Reste einer Siedlung aus der römischen Kaiserzeit. |                                      |
| BD 7 | Neolithisches Erdwerk südlich von Lohne                 | Lohne / Lohner Klei (Acker westlich Flugplatz Soest / Bad Sassendorf) Standort       | 05.01.1999       | Annähernd kreisförmige Anlage, bestehend aus einem Graben und mehreren Durchgängen mit 200 m bis 230 m Durchmesser aus der Jungsteinzeit. Basierend auf dem Fund eines Auerochsenknochen wird das Erdwerk der Michelsberger Kultur zugeschrieben. |                                      |